# .218 Bee
El .218 Bee es un cartucho calibre .22 de fuego central  diseñado por Winchester, para la caza menor en 1937. El cartucho era originalmente recamarado en el Winchester Modelo 65 de palanca. El cartucho fue nombrado tomando en cuenta el diámetro del cañón en vez de las estrías, que es la nomenclatura común para definir el calibre de un proyectil en Estados Unidos. 

## Historia
El .218 Bee fue el resultado de ajustar el cuello del casquillo del .25-20 Winchester para aceptar un proyectil de .224 de diámetro. 

## Performance
La performance es intermedia entre el .22 Hornet, y el .222 Remington.